# 曽野木村
曽野木村（そのきむら）は、かつて新潟県中蒲原郡にあった村。1957年5月3日に新潟市との編入合併によって消滅し、現在は旧村域の大部分が新潟市江南区、北部の一部が中央区と、信濃川左岸の区域が南区となっている。
以下の記述は合併直前当時の旧曽野木村に関しての記述であり、現在では名称等が異なる場合がある。なお、ここに記述されていない内容に関しては新潟市などの記事を参照。

## 概要
1889年、中蒲原郡の信濃川右岸沿いの村・新田が合併して立村。村名は域内の集落「曽川」（そがわ）、「天野」（あまの）、「嘉木」（かぎ）から一字ずつ取って「曽野木」とした。戸数は他地域より多く599戸あった。亀田郷の広大な泥田の西端にあり、戦前までは水田での農作業は腰まで浸かって行われるほどだったが、戦後に土地改良事業が進められ、乾田化された。
1948年、信濃川左岸側の地域が黒埼村に編入。さらに1957年には残った村域も新潟市へ編入し、曽野木村は消滅。新潟市編入後は旧鳥屋野村などと同じ「鳥屋野地区」（のち「南地区」に改称）に区分けされた。

## 歴史
- 1875年（明治8年）11月25日 - 丸潟新田と新浦興野が合併し、「丸潟新田」となる。
- 1876年（明治9年）1月19日 - 合併により楚川新田と嘉木村が発足。

| 楚川新田 | 本曽川新田、西曽川新田、木津中島新田 |
| 嘉木村   | 嘉木村、上新田                       |
- 1877年（明治10年）3月15日 - 合併により曽川村が発足。

| 曽川村 | 曽川村、苗代新田、下新田 |
- 1889年（明治22年）4月1日 - 合併により曽野木村が発足。

合子ヶ作村（楚川新田）、曽川村（天野新田）、嘉木村（久蔵興野、太右衛門新田、祖父興野）、俵柳村、丸潟新田
- 1901年（明治34年）11月1日 - 山潟村の鍋潟新田地域が加わる。
- 1917年（大正6年）10月 - 曽川切れで被災。
- 1941年（昭和16年）1月26日 - 小作料減免争議「曽野木村争議」に決着がつく。
- 1948年（昭和23年）7月1日 - 楚川新田が西蒲原郡黒埼村へ編入（現在の西区山田、善久の一部など）。
- 1957年（昭和32年）5月3日 - 残りの地域が、新潟市へ編入（曽野木村消滅）。

## 地名について
現在も「曽川」「楚川」「天野」「嘉木」「久蔵興野」「祖父興野」「俵柳」「鍋潟新田」は地名として残存している。このうち曽川の一部（曽川乙1～182番地）は1986年に住居表示を施行し「曽野木」に改称。また天野の一部も1990年代に住居表示を施行している（曽野木地区内で住居表示を施行しているのはこの2箇所のみにとどまっている）。また「曽川」と「楚川」はいずれも「そがわ」と読むが、地元では後者を「はやしそがわ」と読んで区別している。

## 地域
曽野木村は、合併した村名を継承する以下の大字で構成される。
楚川（そがわ）
1889年（明治22年）まであった合子ヶ作村（楚川新田）の区域。現在の新潟市江南区楚川。
山田（やまだ）
合子ヶ作村の大字。現在の新潟市西区山田。
善久（ぜんく）
1876年（明治9年）1月19日に楚川の一部となった西曽川新田の区域の一部。現在の新潟市西区善久。
嘉木（かぎ）

1889年（明治22年）まであった嘉木村の区域。現在の新潟市江南区嘉木。
曽川（そがわ）
1889年（明治22年）まであった曽川村の区域。現在の新潟市江南区曽川。
天野（あまの）
1889年（明治22年）まであった天野新田の区域。現在の新潟市江南区天野および南区天野。
久蔵興野（きゅうぞうごうや）

1889年（明治22年）まであった久蔵興野の区域。現在の新潟市江南区久蔵興野。
太右衛門新田（たえもんしんでん）
1889年（明治22年）まであった太右衛門新田の区域。現在の新潟市江南区太右衛門新田。
祖父興野（おじごうや）

1889年（明治22年）まであった祖父興野の区域。現在の新潟市江南区祖父興野。
俵柳（たわらやなぎ）

1889年（明治22年）まであった俵柳村の区域。現在の新潟市江南区俵柳。

## 教育

### 小学校
- 曽野木村立曽野木小学校（現・新潟市立曽野木小学校）
- 曽野木村立丸潟小学校（1979年廃校、同年学区再編により新潟市立東曽野木小学校に）
- 曽野木村立合子ヶ作小学校（1948年黒埼村へ。現・新潟市立山田小学校）

### 中学校
- 曽野木村立曽野木中学校（現・新潟市立曽野木中学校）